# Лахемаа
Лахемаа (на естонски: Lahemaa) е национален парк в Северна Естония, на брега на Финския залив и на 70 километра източно от столицата Талин.
С площ 725 km², от които 250,9 km² в морето, Лахемаа е най-големият парк в страната и сред най-големите в Европа. Основан е през 1971 година, когато става първия национален парк в тогавашния Съветски съюз. На територията на парка се намира нос Пурекари, най-северната точка на континентална Естония.